# Петропавловка (Пировский район)
Петропавловка — деревня в Пировском районе Красноярского края в составе Бушуйского сельсовета.

## География
Находится примерно в  27 километрах по прямой на юг от районного центра села Пировское.

## Климат
Климат в районе резко континентальный. Самый теплый месяц — июль, со средней температурой +17,8 °С, с абсолютным максимумом +34,6 °С. Самый холодный месяц — январь: средняя температура составляет –20,1 °С, абсолютный минимум –52,5 °С. 

## История
Основана деревня в 1911 году. В 1922 году была сделана попытка переименовать деревню в Батрацкую. В 1926 году учтен был 191 житель, преимущественно татары. В советское время работал колхоз  им.Ворошилова.   

## Население
Постоянное население составляло 111 человек в 2002 году (76% татары),  49 в 2010.